# Andreas Ivanschitz
Andreas Ivanschitz, född 15 oktober 1983 i Eisenstadt, Burgenland i Österrike är en österrikisk fotbollsspelare av kroatiskt ursprung som spelar för Seattle Sounders FC. Ivanschitz spelar offensiv mittfältare och är lagkapten för Österrikes herrlandslag i fotboll.

## Karriär
Andreas Ivanschitz började spela i ASK Baumgarten som nioåring. År 1998 flyttade han till storklubben SK Rapid Wien där han blev en publikfavorit. År 2006 bar det vidare till FC Red Bull Salzburg och det är därifrån såldes han till Panathinaikos FC. Sommaren 2009 blev han utlånad till tyska FSV Mainz 05, som gjorde lånet permanent i januari 2011.